# Kırklareli (prowincja)
Kırklareli (tur. Kırklareli; bułg. Лозенград, Łozengrad) – jedna z 81 prowincji Turcji, znajdująca się w północno-zachodniej części kraju.
Od zachodu graniczy z prowincją Edirne, od południa z prowincją Tekirdağ oraz ze wschodu z prowincją Stambuł.
Władzę w prowincji sprawuje deputowany przez turecki rząd.
Powierzchnia prowincji to 6 550 km². Liczba ludności zgodnie z danymi z 2006 roku wynosi 326 950, a gęstość zaludnienia 49,9 osoby/km². Stolicą prowincji jest miasto Kırklareli.

## Podział administracyjny
Prowincja Kırklareli dzieli się na osiem dystryktów. Są to:
- Babaeski
- Demirköy
- Kırklareli
- Kofçaz
- Lüleburgaz
- Pehlivanköy
- Pınarhisar
- Vize